# 吕陈吸引子
吕陈吸引子（Lü-Chen attractor）也称Lu attractor吸引子，是2002年中国科学院数学与系统科学研究院研究员吕金虎（Jinhu Lü)，Suchun Zhang 和香港城市大学电子工程系讲座教授陈关荣（ Guangrong Chen ）发现和分析的一种新型的、介于洛伦茨吸引子和蔡氏电路之间的吸引子。
吕氏吸引子的特点是其随控制参数的变化，而呈现为左卷波混沌吸引子、麻花型吸引子或右卷波混沌吸引子
吕氏吸引子方程：
{\displaystyle {\frac {dx(t)}{dt}}=a\cdot \left(y(t)-x(t)\right)}
{\displaystyle {\frac {dy(t)}{dt}}=x(t)-x(t)\cdot z(t)+c\cdot y(t)+u}
{\displaystyle {\frac {dz(t)}{dt}}=x(t)\cdot y(t)-b\cdot z(t)}

## 解析解
参数：a = 36, c = 20, b = 3, u = -15..15
初始条件：x(0) = .1, y(0) = .3, z(0) = -.6
其中 u 是一个 控制数，
1. 当 u ≤-11 时，Lṻ  Chen 混沌吸引子为左卷波混沌吸引子，
2. 当u 在 -10 和 10 之间 时为麻花型吸引子，

3. 当 u≥ 11 ，是右卷波混沌吸引子。